# Futuryzm

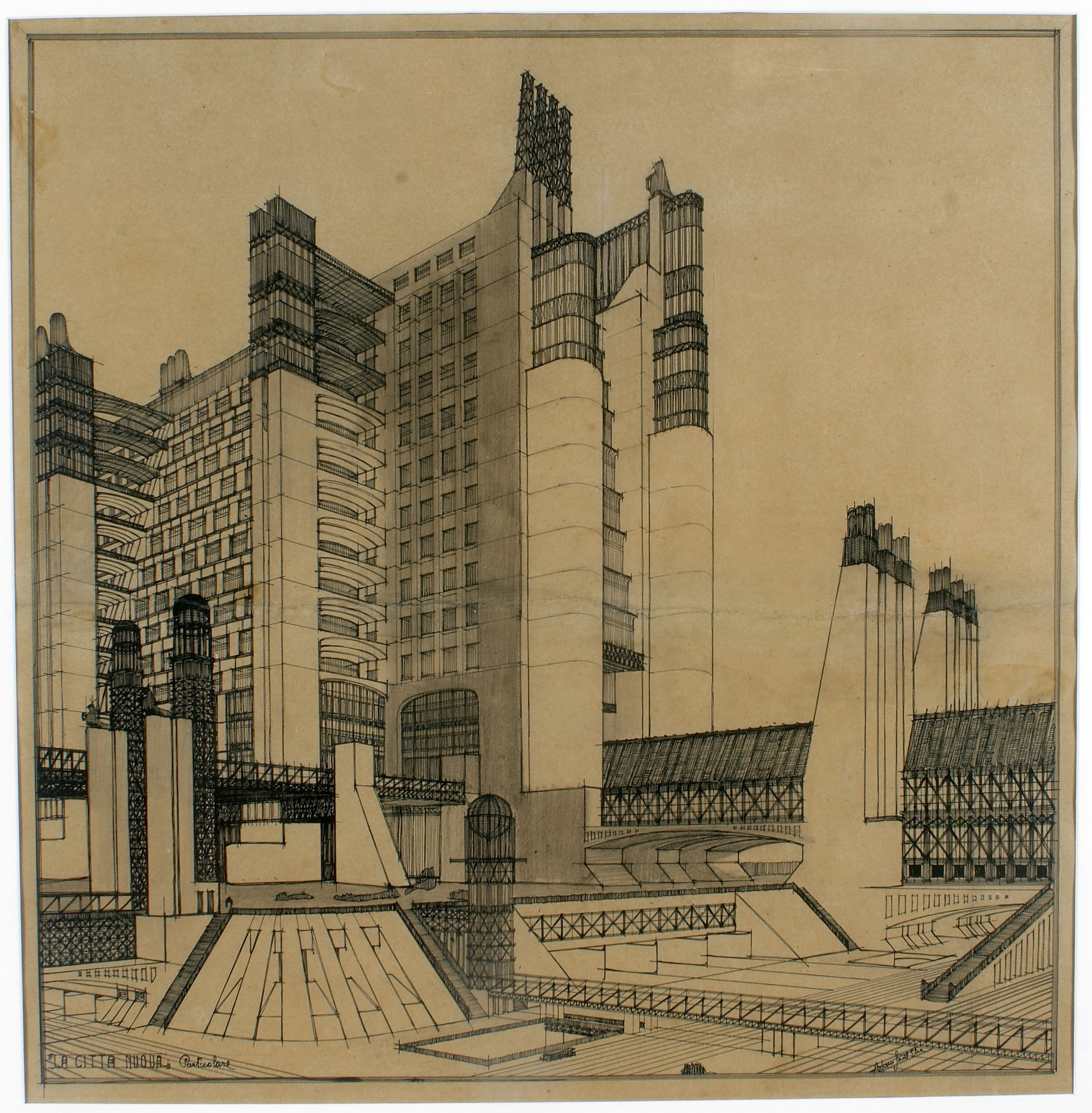
Antonio Sant’Elia – przykład architektury futurystycznej, 1914

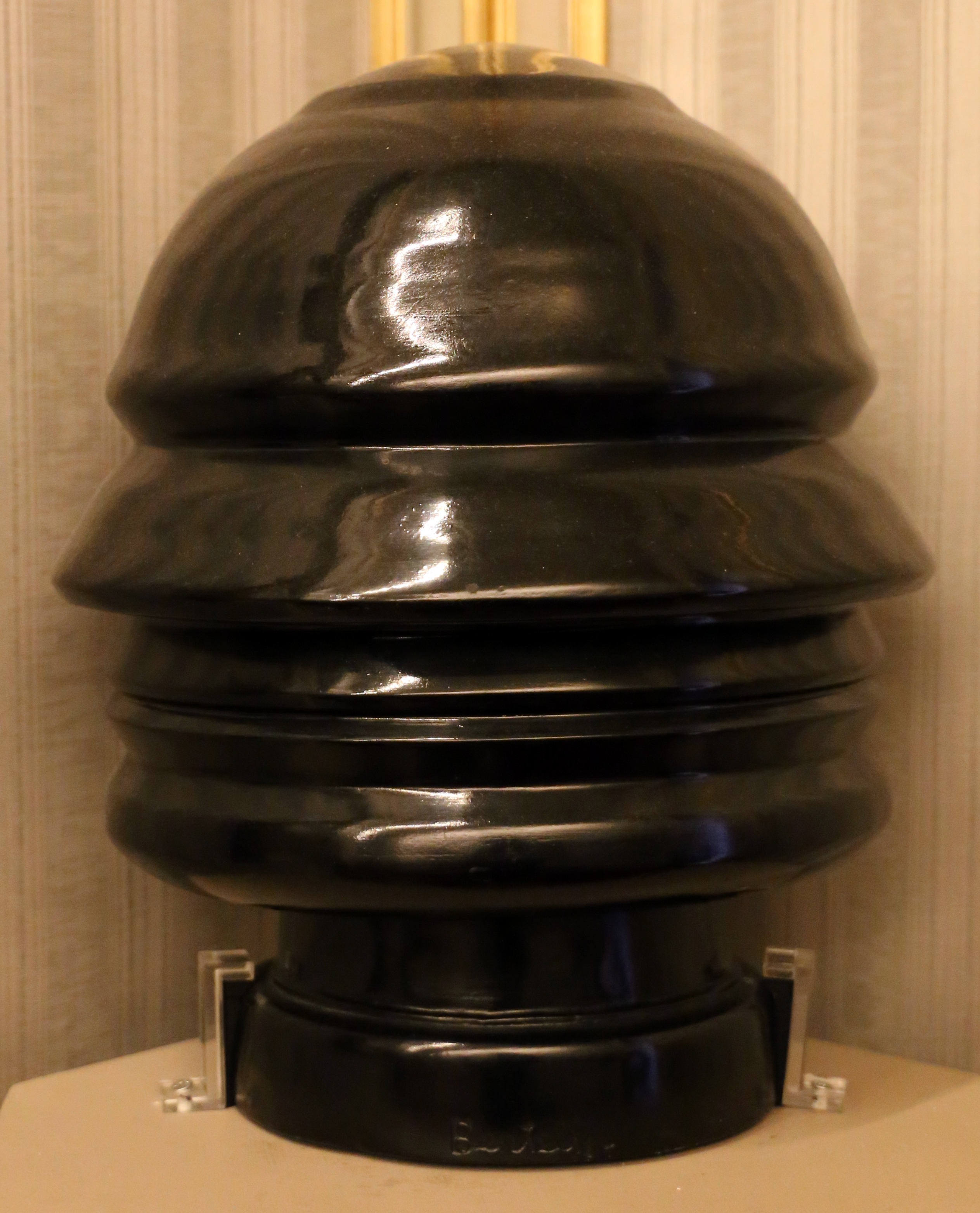
Renato Bertelli – Profilo continuo (Profil ciągły), ceramiczne popiersie Benito Mussoliniego w formie izolatora elektrycznego, 1933

Futuryzm (łac. futurus „przyszły”) – awangardowy kierunek w sztuce (zwłaszcza w literaturze), który narodził się we Włoszech na początku XX wieku. Założeniem futuryzmu było „patrzenie w przyszłość i nowoczesność”, odrzucanie przeszłości i tradycji. Futuryzm w swoim żywiołowym manifeście proponował unicestwienie akademii, bibliotek i muzeów, winnych jego zdaniem utrzymywania i utrwalania kultury przestarzałej i niedołężnej, a przez to szkodliwej i niebezpiecznej. Futuryści zawładnęli w pełni sferą estetyki. Wierzyli w profetyczną rolę artysty, którego uznawali za prawdziwego przewodnika duchowego i demiurga nowego społeczeństwa.

## Powstanie futuryzmu
Koniec wieku XIX i początek XX to czasy rewolucji technicznej – gwałtownego rozwoju przemysłu i transportu. Rozbudowywała się sieć kolei, skonstruowane zostały samolot i samochód. Powstał szereg wynalazków, takich jak elektryczność, telefon i film. Świat dynamizował się i przekształcał w tempie dotychczas niespotykanym. Pojawiły się kult nauki i techniki, pełne optymizmu przekonanie o ogromnych możliwościach człowieka oraz idealistyczna wiara w rozwój ludzkości i jej wspaniałą przyszłość.
Futuryzm narodził się we Włoszech jako awangardowy i antytradycyjny kierunek literacki, nacechowany bezkompromisowością w głoszeniu rewolucji artystycznej. Termin „futuryzm” miał wskazywać, że uczestnicy tego ruchu kierują myśli ku przyszłości, odrzucając wszelkie relikty przeszłości jako balast hamujący rozwój. Gwałtowny atak futurystów na tradycję, muzea i antyk był historycznie i psychologicznie zrozumiały. Włochy już od paru stuleci nie liczyły się w sztuce. Dominującą pozycję straciły w końcu XVII wieku na rzecz Francji.
Na początku XX wieku Włochy mogły świecić jedynie blaskiem dawnej chwały niczym gigantyczne, wymarłe Pompeje. W takiej sytuacji młodzi artyści postanowili przezwyciężyć marazm, stworzyć nowe wartości, wyjść z cienia historii. Mimo to jednak odwoływali się do ideałów Risorgimenta.

### Manifest buntu
W 1909 roku poeta Filippo Tommaso Marinetti i malarz Umberto Boccioni ogłosili pierwszy Manifest futuryzmu w paryskim dzienniku „Le Figaro”, w którym sformułowali w 11 punktach główne założenia kierunku mającego nieść rewolucję kulturalną:

1. Chcemy wyśpiewywać miłość do niebezpieczeństwa, praktykę energii i zuchwałość.

2. Podstawowymi elementami naszej poezji będą odwaga, śmiałość i bunt.

3. Dotąd literatura wychwalała pełen zadumy bezwład, ekstazę i sen, my zaś chcemy sławić agresywny ruch, gorączkową bezsenność, gimnastyczny krok, ryzykowny skok, policzkowanie i cios pięścią.

4. Oświadczamy, że wspaniałość świata wzbogaciła się o piękno prędkości. Samochód wyścigowy z bagażnikiem zdobnym w grube rury jak węże o buchającym oddechu, samochód rozgrzany do czerwoności, który wygląda jak pędzący pocisk piękniejszy jest niż Nike z Samotraki.

5. Chcemy śpiewać na cześć człowieka trzymającego kierownicę, której idealna oś przecina ziemię, a ta z kolei wystrzelona krąży po swej orbicie.

6. Trzeba, by poeta podejmował wysiłki z zapałem, błyskotliwością i roztropnością, aby podsycać entuzjastyczny zapał pierwotnych żywiołów.

7. Jedynie walka jest piękna. Arcydziełem jest tylko to, co ma agresywny charakter. Poezja musi być gwałtownym szturmem na nieznane siły, ma zmuszać je, by leżały pokornie przed człowiekiem.

8. Jesteśmy na samym krańcu przylądka wieków! Wczoraj umarły Czas i Przestrzeń. Żyjemy już w absolucie, stworzyliśmy już bowiem wieczną i wszechobecną prędkość.

9. Chcemy wysławiać wojnę – jedyną higienę świata – militaryzm, patriotyzm, niszczycielski gest anarchistów, piękne idee, które zabijają, oraz głosić pogardę dla kobiety.

10. Chcemy zniszczyć muzea, biblioteki, zwalczyć moralizm, feminizm i wszelkie przejawy oportunistycznego i użytkowego tchórzostwa.

11. Będziemy wyśpiewywać na cześć wielkich tłumów wzburzonych pracą, przyjemnością lub buntem, wielobarwnych i polifonicznych fal rewolucji w nowoczesnych miastach, arsenałów i fabryk wibrujących nocą pod gwałtownie rozświetlonym blaskiem elektrycznych księżyców, na cześć żarłocznych dworców, wężów, które kopcą, fabryk zawieszonych pod chmurami na sznurkach dymów, mostów skaczących jak gimnastyk nad diabolicznym ostrzem rozświetlonych słońcem rzek, awanturniczych parowców węszących po horyzontach, żelaznych koni zaprzęgniętych do długich rur i na cześć szybowcowego lotu aeroplanów, których śmigło łopocze jak chorągiew i hałasuje jak oklaski rozentuzjazmowanego tłumu.

Napisali również kilka innych manifestów, m.in. Zabijmy światło księżyca!, Manifest przeciw staroświeckiej Wenecji, Manifest przeciw Montmartre’owi.
Po I wojnie światowej szał futurystyczny wyczerpał się, jego założenia poszły w stronę faszyzmu. Z Włoch futuryzm rozprzestrzenił się do innych krajów.

## Futuryzm we Włoszech
Założycielem futuryzmu, jak i człowiekiem mającym na niego największy wpływ był włoski pisarz Filippo Tommaso Marinetti. Ruch zapoczątkowany został Manifestem Futurystycznym, opublikowanym 5 lutego 1909 r. na łamach gazety „La gazetta dell’Emilia”, w artykule przedrukowanym później we francuskim dzienniku „Le Figaro” dnia 20 lutego 1909 r. Do nowego ruchu dołączyli wkrótce malarze Umberto Boccioni, Carlo Carrà, Giacomo Balla, Gino Severini oraz kompozytor Luigi Russolo.
Marinetti gorliwie wyraził swoją pogardę dla wszystkiego co stare, szczególnie dla politycznej i artystycznej tradycji. „Nie chcemy żadnej części przeszłości”, pisał, „my, młodzi i silni Futuryści!”. Futuryści podziwiali prędkość, technologię, młodość i brutalność, wynalazki: samochód i samolot oraz uprzemysłowione miasta, wszystko to, co reprezentowało technologiczny triumf ludzkości nad naturą. Byli ponadto zagorzałymi nacjonalistami. Odrzucali kult przeszłości i wszelką imitację, chwalili oryginalność, „nieważne jak śmiałą, nieważne jak brutalną”, z dumą ogłaszali się „pomazańcami szaleństwa”, określili krytykę sztuki jako niepotrzebną, wystąpili przeciwko harmonii i dobremu smakowi, usunęli wszelkie motywy i tematy używane w dotychczasowej sztuce i wysławiali naukę.
Cechą futuryzmu była częsta publikacja różnorakich manifestów. Futuryści (przeważnie pod przewodnictwem Marinettiego) sporządzali je na rozmaite tematy, m.in. malarstwo, architektura, religia, ubiór, czy sporządzanie posiłków. Miało to na celu głównie wyjaśnić praktykę twórczą, jak i po to, aby zdobyć szerszy krąg zwolenników. Tym samym futuryści prowadzili wzmożoną działalność wydawniczą i propagandową.
Pierwszy manifest nie zawierał pozytywnie przedstawionej wizji sztuki, którą to futuryści starali się przedstawić w późniejszym Technicznym Manifeście Malarstwa Futurystycznego. Ten ostatni wyrażał poświęcenie dla „uniwersalnego dynamizmu”, który miał być bezpośrednio reprezentowany w ich dziełach. Przedmioty rzeczywiste nie istniały od siebie oddzielnie. Nie oddzielały się również od swojego otoczenia. „Szesnaście osób otaczających cię w jadącym autobusie staje się w tym samym czasie jednym. Są bez ruchu i jednocześnie się przemieszczają. ...Autobus wjeżdża w mijane domy, a one rzucają się na autobus, spajając się z nim w jedno”.
Malarze futurystyczni powoli wykształcali własny styl i zakres tematów. W latach 1910 i 1911 stosowali technikę dywizjonizmu, rozbijając światło i kolor do postaci pola punktów i linii, co po raz pierwszy zastosował Giovanni Segantini.

## Futuryzm w Rosji

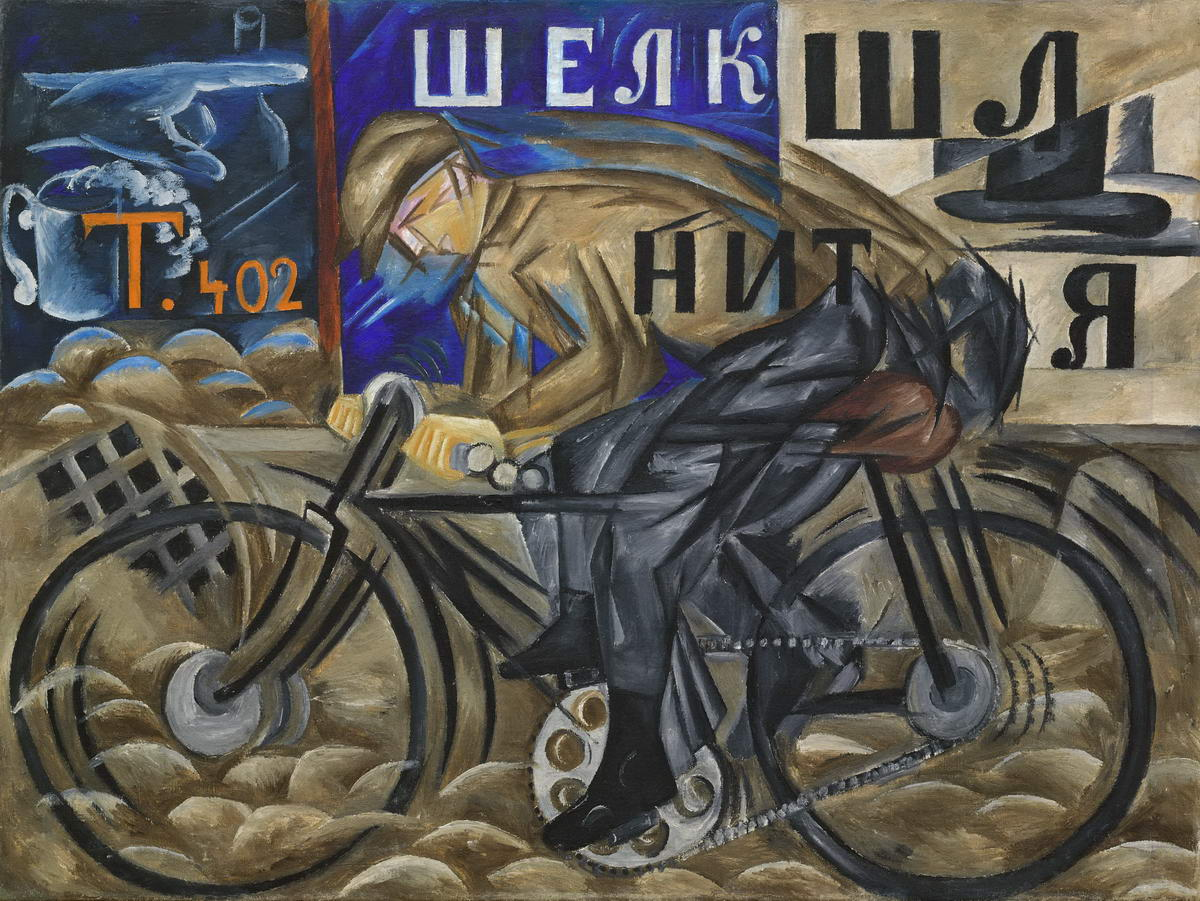
Natalia Gonczarowa Cyklista

Futuryzm przyjął się zwłaszcza w przedrewolucyjnej Rosji. Futuryści rosyjscy nie stanowili jednolitej grupy: część związana była z symbolizmem i estetyzmem – egofuturyści, wśród nich wymieniani są Wadim Szerszeniewicz, Igor Siewierianin, Anatolij Marienhof. Drugi nurt – kubofuturyzm – był zdecydowanie przeciwny symbolizmowi i estetyzmowi: Władimir Majakowski, Dawid Burluk, Wielimir Chlebnikow. Pierwszą zbiorową manifestacją kubofuturystów była książka pod tytułem Sadzawka Sędziów wydrukowana na papierze tapetowym w 1909 roku.
Pierwszym manifestem programu był artykuł pod tytułem Policzek powszechnemu smakowi. Autorzy tego manifestu zaatakowali nie tylko symbolizm, ale i klasyków: Dostojewskiego, Tołstoja. Wystąpienia kubofuturystów oraz ich metody propagandowe bardzo przypominały włoskich futurystów: prowokacyjne wystąpienia, hałaśliwy tryb życia, atmosfera skandali.
Po zwycięstwie rewolucji część futurystów przyjęła postawy neutralne, a część wrogie. Grupa z Majakowskim na czele przyjęła rewolucję z entuzjazmem. Jego śmierć w 1930 roku oznaczała koniec futuryzmu w Rosji.
Impuls do rozkwitu rosyjskiego futuryzmu ustanowił futuryzm włoski, jednakże rosyjskie dokonania na tym polu różniły się znacząco od włoskich. Sukces kierunku okazał się być tak duży, że ok. 1910 roku lewicowi rosyjscy artyści i krytycy sztuki zaprzeczyli jakoby włoski futuryzm miał jakikolwiek znaczący wpływ na swój rosyjski odpowiednik. Trzech znaczących sowieckich specjalistów od rosyjskiej awangardy twierdziło, że futuryzm nie wniósł szczególnych zmian do rosyjskiej sztuki wizualnej. Chardżijew pisał, że malarstwo futurystyczne w Rosji nie istniało, oprócz może pojedynczych prób Kazimierza Malewicza, Natalii Gonczarowej oraz Olgii Rozanowej; kontrastując z tym faktem kubizm wpływał na młodych rosyjskich artystów praktycznie od samego momentu w którym począł egzystować. Jewgienij Kowtun stawiał naprzeciw siebie włoski machinizm i organicyzm, czyli jego rosyjski odpowiednik. Dmitrij Sarabianow również skłaniał się ku umniejszaniu wpływu futuryzmu na rosyjską sztukę. Nadmienić należy, że określenie „Rosyjski Futuryzm” zawiera w sobie wiele znaczeń. We wczesnych latach XX w. słowa „futuryzm” używano w obraźliwym kontekście do określenia jakiejkolwiek nowoczesności we wszelkich formach sztuki wizualnej, przeciwnej kanonom zrodzonym w dobie renesansu, nieważne czy były to symbolizm, naturalizm, czy realizm. Około 1913 r., kiedy nowoczesna awangarda była w największym rozkwicie, rosyjskim słowem „futuryzm” określano to, co dziś znane jest jako Rosyjska Awangarda. W konsekwencji tego miano „Rosyjski Futuryzm” nie odnosi się do całości tak stylistycznie ustalonej, jak w przypadku futuryzmu włoskiego. Określenie „futuryzm” zrodziło się na styl dziecka z nieprawego łoża. Ruch ten był prądem „heterogennych ambicji bez jednej orientacji”, a jego główną cechą były „współwyznawane negatywne cele”.

## Futuryzm w Polsce
Polska, gdy dotarł do niej program futurystów, była krajem słabo rozwiniętym, rolniczym. Futuryści w Polsce opiewali rozwój cywilizacyjny i postęp. Trafili ze swoim programem na podatny grunt. Sytuacja odbudowującej się Polski sprawiała, że futuryzm przybrał tutaj swoistą formę: po początkowym zachłyśnięciu zagranicznymi wzorcami, nastąpiło dostosowanie do polskich warunków. Pionierem był Jerzy Jankowski, używający również formy imienia i nazwiska: Yeży Yankowski, autor zbioru poezji i prozy pt. Tram wpopszek ulicy (1920; pisownia tytułu oryginalna). Okres rozkwitu i ekspansji przypadał na lata 1918–1923. Prowokacyjność oraz dynamizm futurystów otworzyły kulturę polską na nowe tendencje, przecierał drogę innym ruchom awangardowym. Głównymi ośrodkami były Warszawa i Kraków.

### Kraków
W Krakowie powstały kluby futurystyczne: Pod Katarynką (1919), Gałka Muszkatołowa (1921). W czerwcu 1921 roku Bruno Jasieński zredagował i wydał 4-stronicowe pismo „JEDNODŃUWKA FUTURYSTUW mańifesty futuryzmu polskiego wydańe nadzwyczajne na całą Żeczpospolitą Polską”, zawierające m.in. „Mańifest w sprawie natyhmiastowej futuryzacji żyća”, „Mańifest w sprawie ortografji fonetycznej”, „Mańifest w sprawie poezji futurystycznej” oraz „Mańifest w sprawie krytyki artystycznej”. Powyższa jednodniówka zawierała teksty autorstwa Bruna Jasieńskiego, Anatola Sterna, Stanisława Młodożeńca i Tytusa Czyżewskiego. Wydrukowana była Czcionkami Drukarni Związkowej w Krakowie, ul. Mikołajska L.13, pod zarządem J. Dziubanowskiego.
W 1921 roku w Warszawie i Krakowie wydano redagowane przez Sterna i Wata pismo Nuż w bżuhu. Jednodńuwka futurystuw (futuryści krytykowali i łamali zasady ortografii oraz gramatyki), w którym zawarto trzy manifesty: Manifest w sprawie natychmiastowej futuryzacji życia, Manifest w sprawie poezji futurystycznej i Manifest w sprawie krytyki artystycznej. Prezentowali w niej także swoje utwory polscy futuryści: Bruno Jasieński, Stanisław Młodożeniec, Tytus Czyżewski.

### Warszawa
W Warszawie grupie futurystów przewodzili Anatol Stern i Aleksander Wat. Wydawali oni zbiorowe publikacje. W 1918 roku ogłosili manifest-ulotkę „Tak”, która za sprawą zawartych w niej symboli i deklaracji zainicjowała polski futuryzm. Wiersze Sterna i Wata ukazały się w manifeście futurystów Nuż w bżuhu. Środowisko warszawskich futurystów i osób związanych z awangardą artystyczną było skupione wokół pisma Nowa Sztuka (1921-1922), a następnie wokół Almanachu Nowej Sztuki (1924-1925). Bardzo ekstrawaganckie wystąpienia futurystów niejednokrotnie kończyły się skandalami, bijatykami lub interwencją policji. W swych utworach atakowali dawnych autorów, wysyłali ich do muzeum staroci.

## Założenia futuryzmu
Futuryści agresywnie atakowali dziedzictwo kulturowe. Traktowali tradycję jako „nienawistny hamulec”, który krępuje swobodę twórczą. W swych agresywnych wystąpieniach futuryści włoscy porównywali przeszłość i tradycję do dwóch spluwaczek. Uważali, że trzeba niszczyć zabytki, bo są „bardziej zaraźliwe niż cholera”. Futuryści zachęcali do niszczenia bibliotek, muzeów, pamiątek. Polscy futuryści głosili: „cywilizacja i kultura jest chorobliwością na śmietnik, wybieramy prostotę, ordynarność, wesołość, zdrowie, trywialność, śmiech”; „Ogłaszamy (...) wielką wyprzedaż starych rupieci. Sprzedaje się za pół darmo stare tradycje, kategorie, przyzwyczajenia, malowanki i fetysze. Będziemy zwozić taczkami z placów, skwerów i ulic nieświeże mumie mickiewiczów i słowackich”.
Cechami futuryzmu były gwałtowność, agresywność, kult przemocy, wojny: „chcemy sławić wojnę, jedyną higienę świata”. Futuryzm cechował aktywizm, rozpęd działania. Celem było przezwyciężenie bierności dotychczasowej literatury. Chcieli chwalić przygodę, odwagę, bunt. Marinetti mówił: „Ryczący samochód (...) piękniejszy od Nike z Samotraki”. Czas aktualności dzieła oceniali na 24 godziny – jutro dzieło będzie antykiem, a więc trzeba szybko tworzyć. Odrzucali dziedzictwo romantyzmu, psychologizm, antropocentryzm: precz z psychologicznym, metafizycznym niepokojem. Wprowadzali materię jako jedyny motyw godny poezji – Marinetti pisał: „gorąco kawałka drzewa lub żelaza roznamiętnia nas bardziej niż uśmiech i łzy kobiety”; ból ludzi jest tak samo interesujący jak ból lamp. Tytus Czyżewski zalecał kochać maszyny elektryczne, nie kobiety. Kryterium futuryzmu było dążenie do oryginalności, odrzucenie tradycji. Wypowiedzieli wojnę fantazji i marzycielstwu.
Sztuce wysunięto postulat oryginalności. Chciano stworzyć nowy język poetycki, wyzwolony z ograniczeń regułami. Chciano stworzyć język pozarozumowy. Żądano uwolnienia słowa z niewoli rozumu „Należy uwolnić słowa udręczone i storturowane tyranią myśli, należy stworzyć uniwersalny język pozarozumowy, w którym nie myśl rządziłaby słowami, lecz słowo – dźwięk objąłby nieznaną i rewelacyjną treść”. W nowym języku odrzucano przyimki, spójniki, a głównie znaki interpunkcyjne. Stosowano m.in. nowy sposób obrazowania polegający na wzajemnym przenikaniu się słów i obrazów w celu oddania dynamiczności; ekstrawagancję w zakresie formy typograficznej, na przykład kombinacje małych i wielkich liter, różne kolory farby do druku, czcionkę łamaną w różne figury geometryczne.

## Futuryzm w sztuce
Artyści futuryści uznali, że źródłem inspiracji sztuki powinna być nowoczesna, mechaniczna cywilizacja początku XX wieku ze swymi fascynującymi osiągnięciami technicznymi. Artyści powinni czerpać natchnienie z cudów współczesnego świata – żelaznej sieci szybkiej kolei, która oplata Ziemię, z transatlantyków przemierzających oceany i samolotów, które prują niebo, z walki o podbój nieznanego. Dawnej sztuce futuryści przeciwstawili sztukę przyszłości, zdolną oddać dynamizm współczesnego życia, jego tempo i rytm. Głosili kult szybkości, pędu, maszyny. Heroizowali gorączkowy zgiełk wielkiego miasta. Entuzjastyczny i idealistyczny program futurystów upatrywał w urbanizacji i mechanizacji przyszłego szczęścia ludzkości. Sztuka zdaniem futurystów winna czerpać natchnienie z bezpośredniego kontaktu ze współczesnym światem. W ramach tej zafascynowanej techniką estetyki samochód, prawdziwe ucieleśnienie szybkości, stał się symbolem nowoczesności.

### Malarstwo
Jednym z najważniejszych motywów ikonograficznych, powtarzającym się w twórczości malarzy futurystów, było miasto, z jego ulicami pełnymi świateł i reklam, sceneria w której poruszają się tłumy zapracowanych ludzi. Zjawiskiem dobrze znanym pasażerom pociągów i samochodów jest zlewanie się obrazów spowodowane szybkością jazdy. Słup telegraficzny, afisz albo krowa zlewają się z drzewami i chmurami. Futuryści którzy darzyli maszynę i szybkość niemal religijną czcią, pragnęli traktować tę wzajemną relację, przenikanie się obrazów jako nowy sposób patrzenia na otaczający świat. Usiłowali odtworzyć sposób widzenia, w którym przedmioty zlewają się ze swym otoczeniem i stają się zaledwie smugami, formami rozproszonymi w przestrzeni pozbawionej głębi. Konstrukcja przedstawienia futurystycznego opiera się właśnie na tym rozmyciu form wywołanym przez prędkość. Aby osiągnąć ten efekt, malarze posługiwali się zaczerpniętym od pointylistów rozbiciem kolorów, podpatrzoną u kubistów dekompozycją płaszczyzn, a także fotograficznym studium Mareya i Muybridge’a. Ostatecznym rezultatem był rodzaj kompozycji kubistycznej wzbogaconej o żywość barw i dynamikę, nakładają się na nią osie kierunkowe tworzące gęstą siatkę linii sił podkreślających i potęgujących wrażenie ruchu. Prędkość miesza ze sobą kształty, a wspomnienie łączy w jeden łańcuch chwile z przeszłości i teraźniejszości. Wszystkie te obrazy, kształty, wizerunki są dla futurystów skrawkami tej samej rzeczywistości. Idea ta wyjaśnia, dlaczego niektóre ich dzieła przypominają obrazy z kalejdoskopu. Pragnienie pokazania ruchu zaowocuje abstrakcjami złożonymi z pionowych linii i barwnych plam, podporządkowanych skomplikowanej geometrii przenikających się i łączących płaszczyzn. W uogólnieniu tematem obrazów futurystycznych były wszelkie formy ruchu zarówno konkretnego, jak i abstrakcyjnego. Futuryści dążyli do wyemigrowania tradycyjnego sposobu jego ukazywania, przekazywania towarzyszących mu dynamizmu i szybkości, a w końcu oddania czystej kinetyczności. Malarstwo futurystyczne, w przeciwieństwie do impresjonistycznego analizującego jedną ulotną chwilę, pragnęło dać syntezę wszystkich momentów i zmian, jakie następują w określonym czasie i przestrzeni. U futurystów po raz pierwszy pojawiła się próba oddania w malarstwie czwartego wymiaru – czasu. W rezultacie kolejne fazy ruchu stadionowego obiektu występowały w obrazach równocześnie, tak jak nałożone na siebie kolejne kadry filmu. Niektórzy malarze związani z futuryzmem to m.in.: Alfredo Ambrosi, Giacomo Balla, Carlo Carrà, Luigi Russolo, Gino Severini, Fortunato Depero, Joseph Stella, Primo Conti, Ambrogio Casati, Hugo Scheiber, Bela Kadar, Fernand Léger, Julius Evola.

### Rzeźba i architektura

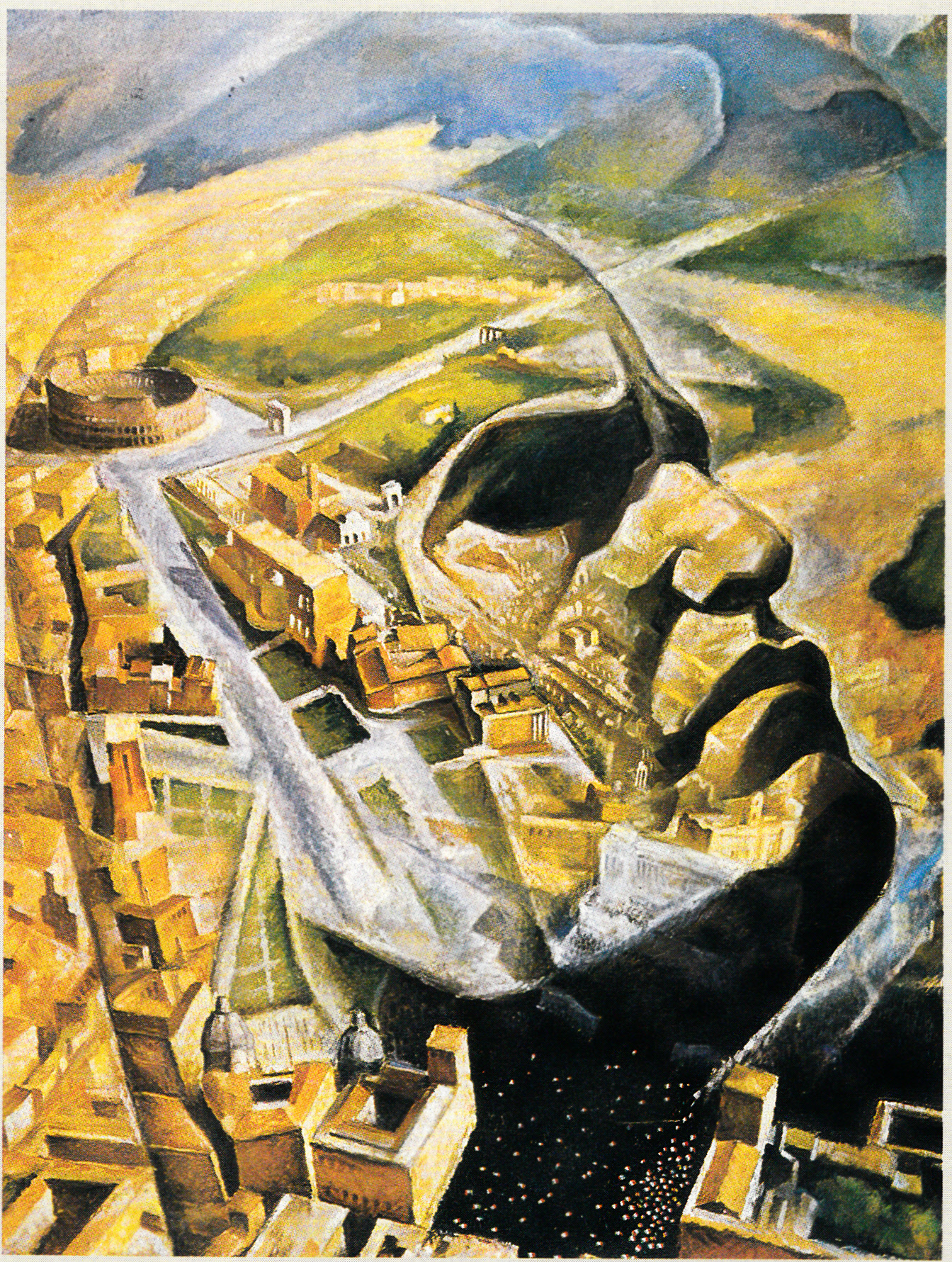
Alfredo Ambrosi, „Portret Benito Mussoliniego na tle Rzymu”, 1930

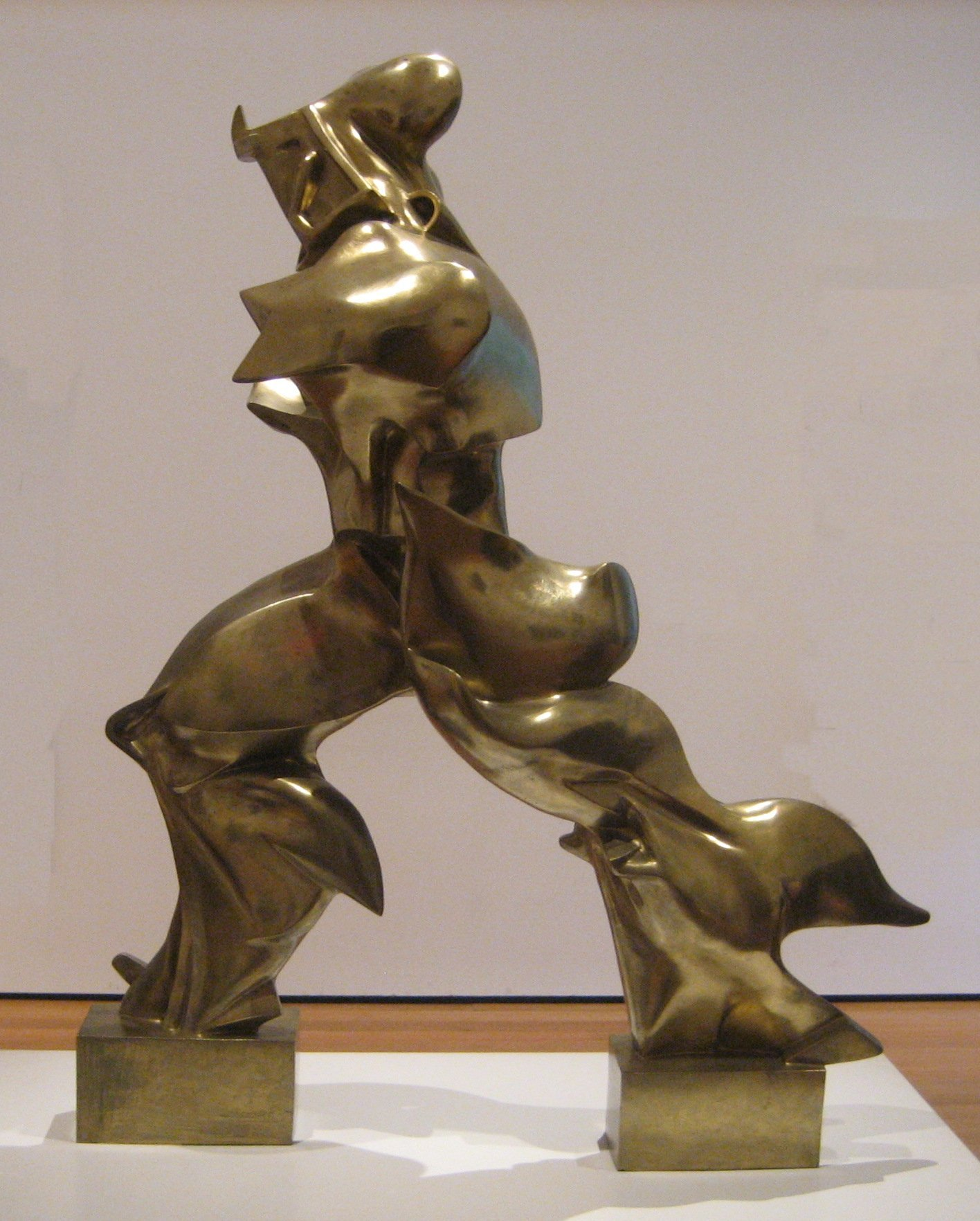
Umberto Boccioni, „Jedyna forma ciągłości w przestrzeni”, 1913

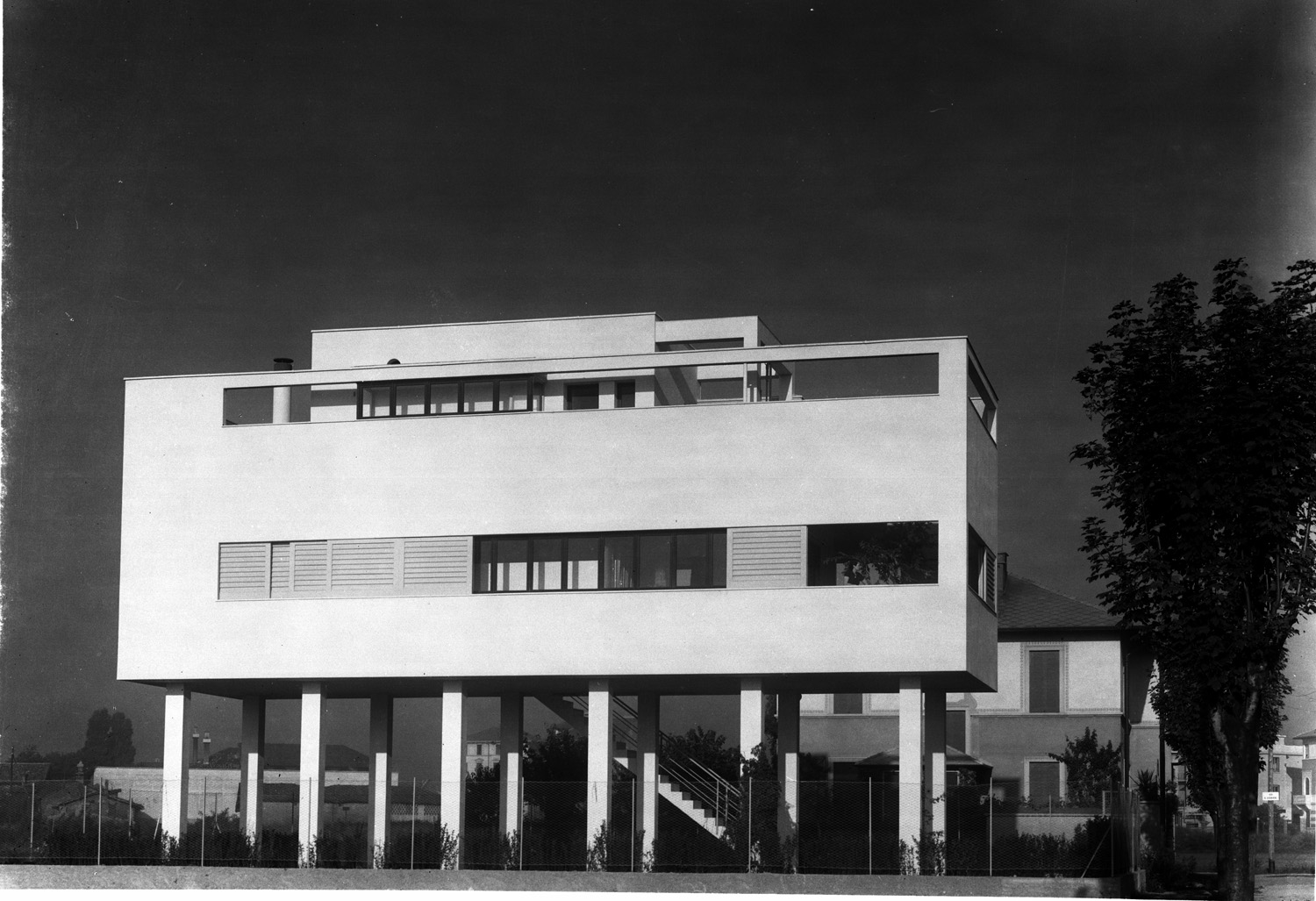
Willa Figini w Mediolanie, 1935

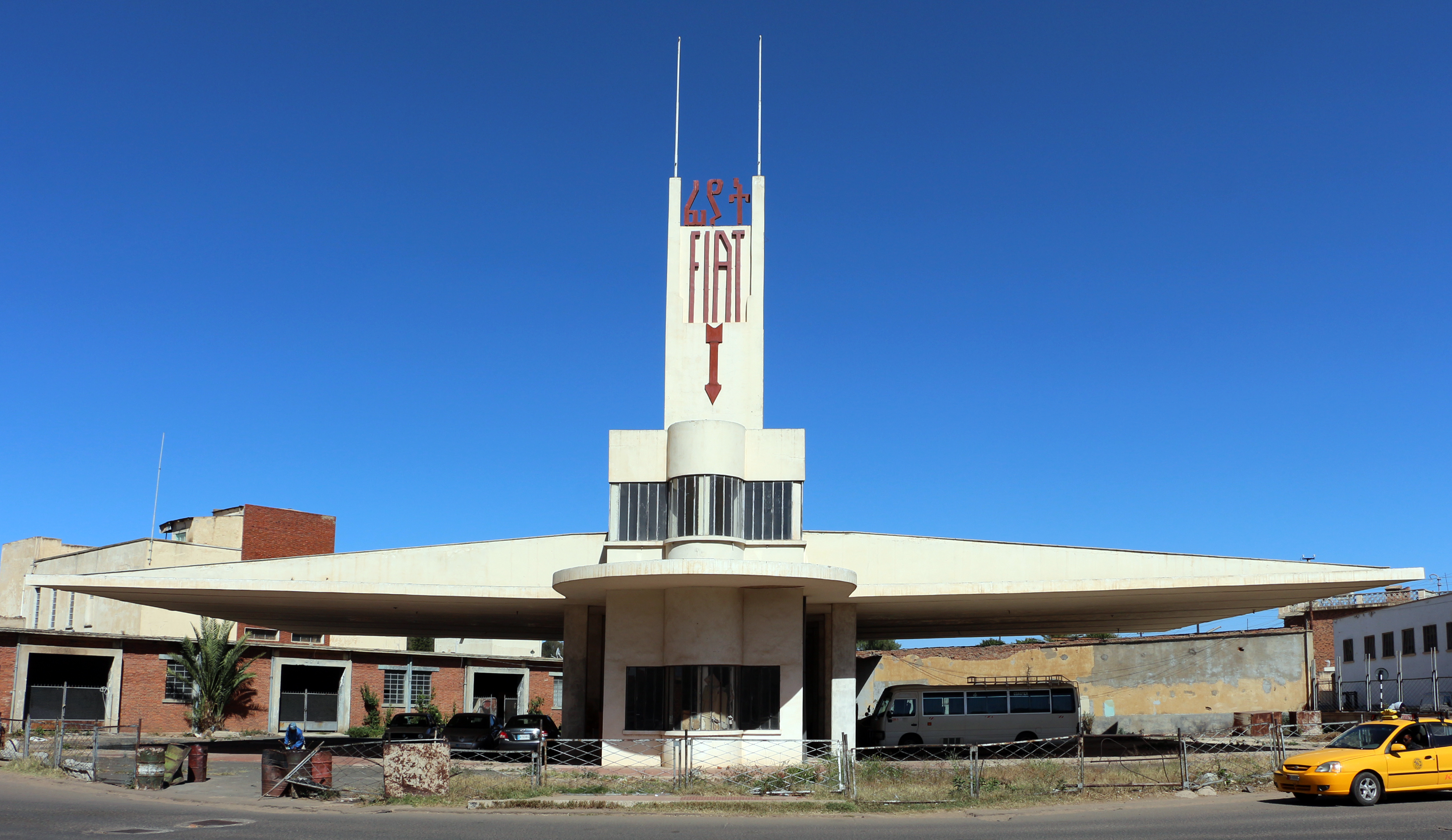
Giuseppe Pettazzi, stacja benzynowa i serwis Fiata, 1938, Asmara. Przykład włoskiej architektury futurystycznej w stylu art déco zainspirowanej formą aeroplanu

Twórcą i teoretykiem rzeźby futurystycznej był Umberto Boccioni. W swoich kompozycjach przeciwstawił się akademickiej wierności naturze i tradycji historycznej. W 1933 powstało futurystyczne popiersie Benito Mussoliniego w stylu art déco, zwane Profilo continuo (Profil ciągły) i będące jednocześnie czarnym, ceramicznym izolatorem elektrycznym autorstwa Renato Bertelii. Rzeźba została oficjalnie zatwierdzona przez Mussoliniego. W architekturze futuryzm wyraził się w wizjonerskich projektach miast przyszłości Antonia Sant’Elii, uważanego za jednego z najwybitniejszych teoretyków nowoczesnej, funkcjonalistycznej urbanistyki początku XX wieku. Jego projekty ukazywały proste, funkcjonalne, pozbawione wszelkich ozdób wieżowce z betonu, stali i szkła. Zalicza się do futurystycznych także Plan Obus (Projekt pocisk działowy) autorstwa Le Corbusiera, w celu nowoczesnej przebudowy Algieru, który jednak został odrzucony (1932). Autor zaprojektował długi blok mieszkalny w kształcie fali wzdłuż wybrzeża, z dwupoziomowymi i dwustronnymi mieszkaniami na słupach (fr. pilotis) i z autostradą na dachu płaskim, w pewnym oddaleniu od plaży, oraz centrum handlowo-administracyjne w prostopadłościennych budynkach na samym brzegu morza.
Monumentalna architektura futurystyczna doczekała się realizacji we Włoszech, w 1923 powstała fabryka Fiata w Lingotto w Turynie autorstwa Giacomo Matté Trucco z torem testowym dla samochodów na dachu (odwiedził ją i opisał Le Corbusier), natomiast w 1935 powstały ciepłownia i nastawnia kolejowa we Florencji według projektu Angiolo Mazzoni.
Budowano także domy w stylu futurystycznym, takie jak willa Figini unosząca się nad ziemią na żelazobetonowych palach (fr. pilotis) w Mediolanie w 1935, ze szklanymi ścianami i ogrodem na dachu płaskim autorstwa Luigi Figini oraz stacja benzynowa przypominająca aeroplan w Asmarze w 1938, autorstwa Giuseppe Pettazzi.

### Muzyka

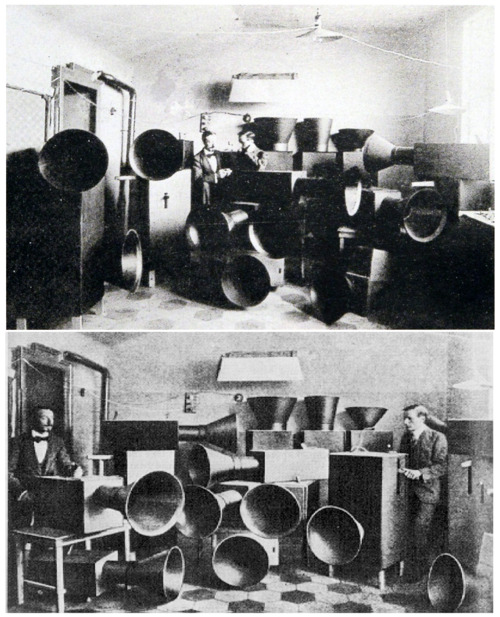
Luigi Russolo, Intonarumori, 1920

Futuryści nie zapisali się w historii muzyki jako wybitni kompozytorzy, ale okazali się inspirujący dla innych. Pierwszy manifest muzyczny sformułował w 1910 roku Francesco Balilla Pratella. Apelował do odejścia od obowiązujących skal i sięgania po ćwierćtony, do rezygnacji z miarowego rytmu. Pratella skomponował też Futurystyczną muzykę na orkiestrę (1912) i operę z lotnikiem w głównej roli (1914). Za najważniejszy manifest dotyczący muzyki uważa się Sztukę hałasu Luigiego Russola. Russolo skonstruował orkiestrę futurystyczną złożoną z 27 instrumentów, które nazwał „intonarumori”, czyli „intonatory hałasu”. 2 czerwca 1913 roku w Modenie Russolo i Ugo Piatti wykonali na intonatorach Przebudzenie miasta, Spotkanie samochodów i samolotów. Po wojnie Russolo, działając głównie w Paryżu, konstruował nowe instrumenty, zwane teraz bruitorami (fr. bruit = hałas, szum). Jego występy zazwyczaj budziły wesołość, ale dokonały przewrotu w podejściu do dźwięku i muzyki w ogóle. Na tradycje futurystów powoływali się m.in. John Cage, twórca muzyki konkretnej Pierre Schaeffer i zespół The Art of Noise.

## Teatr
Teatr pragnął być odbiciem takiego życia, jakim go rozumieli futuryści: wycinki spostrzeganej codziennej rzeczywistości współistniały z sobą przed oczami widza, nie zawsze powiązane logicznym ciągiem zdarzeń i jednością akcji. Odbiór sztuki polegał na grze skojarzeń i wymagał od widza zwiększonego wysiłku. Dążono do zniesienia przedziału między sceną a widownią. Spektakle które syntetyzowały życie współczesne, były bardzo krótkie, np. w sztuce Marinettiego Oni nadchodzą cała akcja ograniczała się do nakrywania stołu przez dwie osoby, w Detonacji Francesca Canqulli do głosu wystrzału rewolwerowego rozlegającego się w pustej dekoracji przedstawiającej pustą ciemną ulicę.

## Film
We Włoszech w latach 1912–1916 w różnych manifestach występowały nawoływania do wykorzystywania filmu w celu zilustrowania doktryny futuryzmu, dlatego że – jak uważano – pojawiający się na ekranie artyści mogli skuteczniej przekonać odbiorców do nowych idei. Ponadto za pośrednictwem filmu futuryści mogli ukazywać życie w nieustannym ruchu. W związku z tym krytykowano filmy oparte na konwencjach realistycznych.
Futuryści uznali, że ruch w filmie to wyraz ducha nowej epoki, stanowiący rezultat nauki i techniki oraz sprawności ludzkiego umysłu i działania. Montaż kinematograficzny potraktowano jako skuteczny środek w walce z alfabetami, gramatykami i językami, czyli tym, co skończone i zastane. Centralne miejsce w estetyce futurystów kinematograf zajął dopiero w 1916 roku. Ale dorobek teoretyczny i filmowy futuryzmu był niewielki, głównie dlatego że realizacja filmu wymagała czasu, kosztów oraz nietypowych umiejętności twórczych.
W 1916 roku F.T. Marinetti, B. Corra, E. Settimelli, A. Ginna, G. Balla i R. Chiti wystąpili z manifestem Kinematografii futurystycznej, gdzie przedstawili własną, oryginalną wizję filmu. W tym samym roku artyści skupieni wokół Marinettiego przystąpili do realizacji Życia futurystycznego, będącego pierwszym filmem-manifestem, w którym na pierwszy plan wysunięto akt mimiczno-gestyczny, paradoks i przypadkowość związków czasoprzestrzennych i przyczynowych. Kopia filmu się nie zachowała. Wiadomo, że film został tu wykorzystany do ukonkretnienia następstwa czasu i wyobrażeń o czasie. Ukazany model filmowej recepcji świata opierał się na nieciągłości zdjęć.

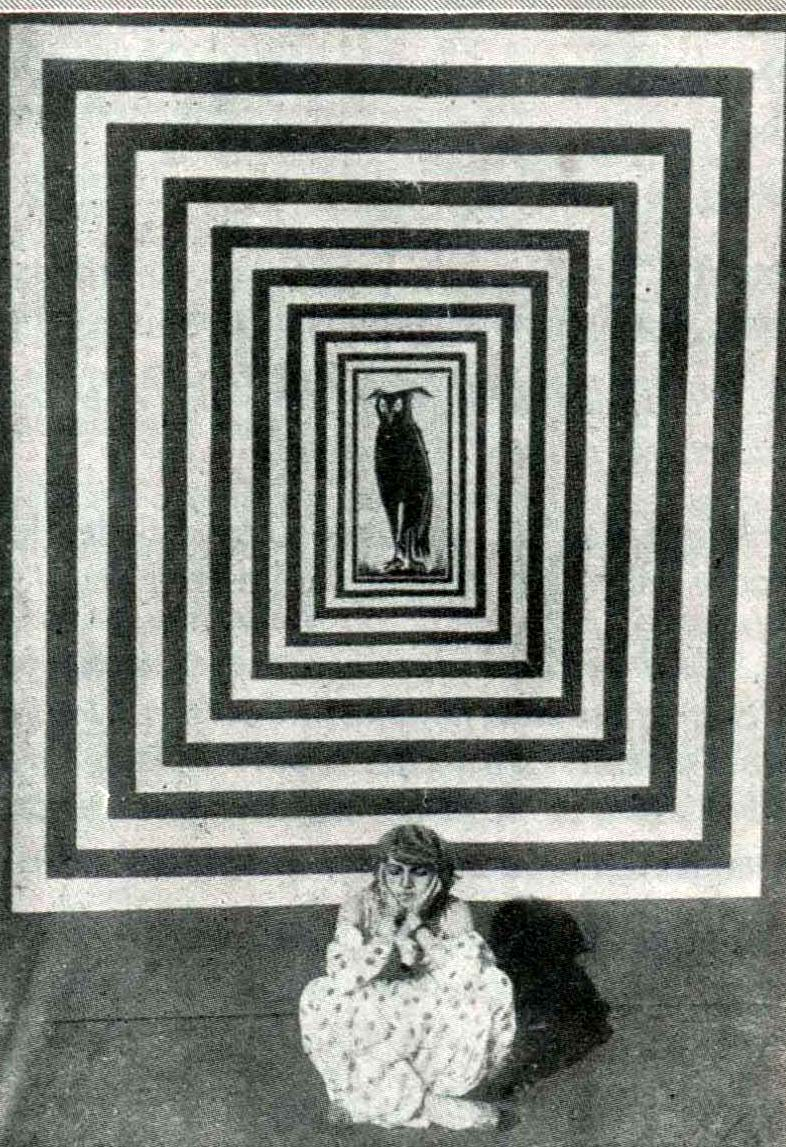
Anton Giulio Bragaglia Thais, 1917

We wrześniu 1916 roku Anton Giulio Bragaglia rozpoczął realizację filmu pt. Thais, który wyrażał odmienną koncepcję futurystycznej odnowy kina. Film przedstawiał historię tragicznej miłości, dla której tło stanowił zgeometryzowany pejzaż. Pejzaż przecinał i zamazywał ciała bohaterek. Motyw pogrążenia się Thais w depresji wzmagała m.in. ekspresja owych form geometrycznych, które w miarę rozwoju akcji stawały się coraz bardziej abstrakcyjne i agresywne.

## Wpływ na kulturę
Mimo że futuryzm był przede wszystkim ruchem włoskim, odegrał ogromną rolę w rozwoju sztuki XX wieku. W Polsce wpłynął na formistów. Idee futurystyczne w znaczący sposób wpłynęły na sztukę filmową. Okres najbardziej ożywionej działalności futuryzmu zakończył się w czasie I wojny światowej, kiedy grupa się rozpadła. Większość artystów odeszła od tego kierunku, zajmując się w latach dwudziestych i trzydziestych sztuką bardziej statyczną, abstrakcyjną, a nawet klasycyzującą.

## Artyści
- Giacomo Balla
- Umberto Boccioni
- Anton Giulio Bragaglia
- David Burluk
- Władimir Burluk
- Mario Carli
- Carlo Carrà
- Ambrogio Casati
- Primo Conti
- Tullio Crali
- Luigi De Giudici
- Fortunato Depero
- Nikolay Diulgheroff
- Gerardo Dottori
- Fillià
- Filippo Tommaso Marinetti
- Władimir Majakowski
- Angiolo Mazzoni
- Aldo Palazzeschi
- Giovanni Papini
- Luigi Russolo
- Valentine de Saint-Point
- Antonio Sant’Elia
- Jules Schmalzigaug
- Gino Severini
- Mario Sironi
- Ardengo Soffici